# Fontismo

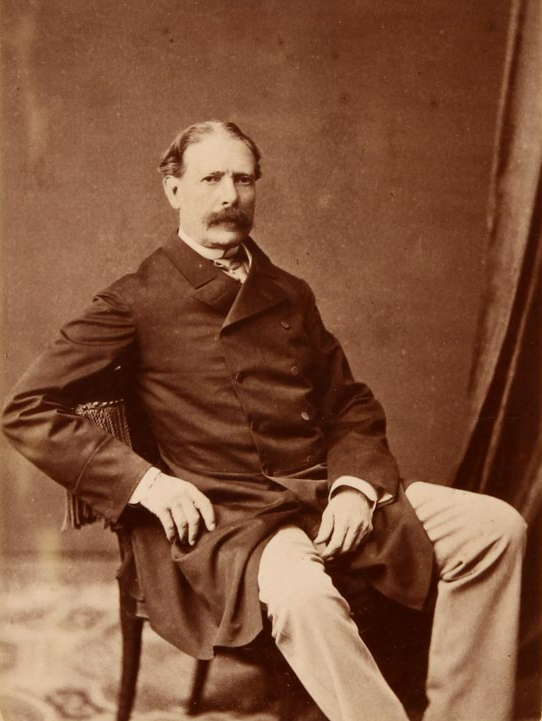
Fontes Pereira de Melo.

Fontismo é a designação dada ao período que se seguiu à Regeneração, entre 1868 e 1889, e à consequente diminuição, ainda que temporária, da crónica instabilidade política em que tinha mergulhado a monarquia constitucional portuguesa. O período foi marcado por ações de fomento de obras públicas e por uma tentativa de modernização das infraestruturas do país. A designação fontismo deriva do nome de Fontes Pereira de Melo, a figura política liderante do período, o qual esteve à frente de dois governos: o primeiro com início a 13 de setembro de 1871; e o segundo a partir de 29 de janeiro de 1878 até 22 de janeiro de 1887, data da sua morte. 
O ambicioso programa de obras públicas então encetado, com a construção de pontes, estradas e o início da construção da malha ferroviária portuguesa, foi essencialmente financiado com recurso a empréstimos externos, nomeadamente junto da banca inglesa, o que acabaria por levar ao colapso financeiro, e depois político do governo, com o consequente retorno à instabilidade.
Tratou-se de um período de crescimento que evitou que Portugal se atrasasse ainda mais relativamente a outros países europeus, após as guerras liberais e a Patuleia e ao período de grande instabilidade política e militar que se lhe seguiu. O fontismo também era um conjunto de medidas tomadas por Fontes Pereira de Melo para melhorar os transportes e comunicações, tendo em vista desenvolver a agricultura, o comércio e a indústria.